# Akina Nakamori
Akina Nakamori (中森明菜 Nakamori Akina), född 13 juli 1965 är en japansk sångerska, låtskrivare och skådespelerska. Hon var en av de mest populära artisterna under 1980-talet i Japan. Hon är känd för sin djupa, kraftfulla röst.

## Diskografi

### Singlar
| - 1982: Slow Motion (Joken Hansha) - 1982: Shōjo A (Yume Handan) - 1982: Second Love (Kagami no Naka no J) - 1983: Nibunnoichi no Shinwa (Nukumori) - 1983: Twilight - Yūguretayori (Drive) - 1983: Kinku (Ame no Requiem) - 1984: Kita Wing (Namida no Katachi no Earring) - 1984: Southern Wind (Yume Haruka) - 1984: Jikkai (1984) (Korekara Naturally) - 1984: Kazari Ja Nai no yo Namida wa (Moonlight Letter) - 1984: Kita Wing (Refrain) - 1985: Mi Amore (Lonely Journey) - 1985: Akaitori Nigeta (Babylon) - 1985: Sand Beige-Sabakuhe (Tsubaki Hime Julianna) - 1985: Solitude (Again) - 1986: Desire-Jōnetsu (La Bohème) - 1986: Gypsy Queen (Saigo no Carmen) | - 1986: Fin (Abunai Mon Amour) - 1987: Tango Noir (Milonguita) - 1987: Blonde (Amish) - 1987: Nanpasen (Koiji) - 1988: Al-Mauj (Bara Hitoyo) - 1988: Tattoo (Koakuma Rupuazon) - 1988: I Missed the Shock (Bilitis) - 1989: Liar (Blue on Pink) - 1990: Dear Friend (Caribbean) - 1990: Mizunisashita Hana (Angel Eyes) - 1991: Futari Shizuka (Wasurete...) - 1993: Everlasting Love (Not Crazy to Me) - 1994: Kata Omoi (Aibu) - 1994: Yoru no Dokokade - night shift- (Rose Bud) - 1994: Gekka (Blue Lace) - 1995: Genshi, Onna wa Taiyō Datta (Kirei) | - 1995: Tokyo Rose (Yasashii Kankei) - 1996: Moonlight Shadow - Tsuki ni Hoeru - 1997: Appetite (Sweet Suspicion) - 1998: Kisei -Never Forget- (Tsuki wa Aoku) - 1998: Konya, Nagareboshi (Arashi no Naka de) - 1998: Tomadoi (Good-Bye My Tears) - 1999: Ophelia - 1999: Trust Me - 2001: It's brand new day - 2002: The Heat – musica fiesta - 2003: Days - 2004: Akai Hana - 2004: Hajimete Deatta Hi no Yō ni - 2005: Rakka Ryūsui - 2006: Hana yo Odore - 2009: Diva single version |

### Album
| - 1982: Prologue - 1982: Variation - 1983: Fantasy - 1983: New Akina Entranger - 1984: Anniversary - 1984: Possibility | - 1985: Bitter And Sweet - 1985: D404ME - 1986: Fushigi - 1986: Crimson - 1987: Cross My Palm - 1988: Stock | - 1988: Femme Fatale - 1989: Cruise - 1993: Unbalance+Balance - 1995: La Alteracion - 1997: Shaker - 1998: Spoon | - 1999: Will - 2002: Resonancia - 2003: I Hope So - 2006: Destination - 2007: Enka - 2009: Diva |